# Лудзинка
Лудзинка — река в России, правый приток реки Иж. Протекает в Завьяловском районе Удмуртской республики; устьевой участок находится в Малопургинском районе. Длина реки — 32 км, площадь водосборного бассейна — 155 км².

## География
Лудзинка начинается в лесах к западу от Ижевска, течёт на юг. На реке расположены населённые пункты Советско-Никольское, Верхняя Лудзя, Садаковский, Лудзя-Норья. Ниже Лудзя-Норьи Лудзинка поворачивает на восток и уходит в овраг, из которого выходит в селе Юськи. Ниже деревни запружена. Река пересекает железнодорожную линию Агрыз — Ижевск севернее платформы 17 км. Лудзинка впадает в Иж в 151 км от устья последнего.
Основные притоки: правые — Ударник, Пистяжур, левые — Караваевка, Якшурка.

## Данные водного реестра
По данным государственного водного реестра России относится к Камскому бассейновому округу, водохозяйственный участок реки — Иж от истока и до устья, речной подбассейн реки — бассейны притоков Камы до впадения Белой. Речной бассейн реки — Кама.
По данным геоинформационной системы водохозяйственного районирования территории РФ, подготовленной Федеральным агентством водных ресурсов:
- Код водного объекта в государственном водном реестре — 10010101212111100027170